# Nowy Staw (stacja kolejowa)
Nowy Staw – nieczynna stacja kolejowa w Nowym Stawie, w województwie pomorskim, w Polsce.
Otwarta do eksploatacji 1 października 1886 roku, w związku z budową linii kolejowej Szymankowo - Nowy Dwór Gdański. Obecny dworzec kolejowy został wybudowany w 1911 roku. Stacja odgrywała rolę mijanki, która umożliwiała krzyżowanie i wyprzedzanie pociągów. Stacja była także punktem ekspedycyjnym dla pasażerów i towarów.  10 lipca 1989 roku PKP zawiesiły kursowanie pociągów pasażerskich na linii nr 256, zamykając kasę biletową i poczekalnię. Wkrótce zlikwidowano nastawnię wykonawczą "Ns1" oraz mechaniczne urządzenia sterowania ruchem kolejowym (semafory). Ekspedycja towarowa została zamknięta 1 stycznia 1999 roku. W 2000 roku zlikwidowano jeden z torów głównych dodatkowych. Obecnie stacja Nowy Staw pełni rolę przystanku osobowego oraz ładowni publicznej, do której kilka razy w tygodniu dociera pociąg zdawczy obsługiwany przez PKP Cargo. Od stacji odchodzi bocznica do Cukrowni "Nowy Staw", zamkniętej w 2007 roku. 
Od 2009 roku Arriva PCC (obecnie Arriva RP) wspólnie z Pomorskie Towarzystwo Miłośników Kolei Żelaznych Pomorskim Towarzystwem Miłośników Kolei Żelaznych wprowadziła nowy produkt turystyczny pod nazwą "Wakacyjny pociąg nad morze". W każdą sobotę i niedzielę lipca i sierpnia kursuje pociąg osobowy z Malborka (poranny) i Grudziądza (popołudniowy) przez Nowy Staw do Nowego Dworu Gdańskiego, gdzie jest skomunikowany z pociągiem Żuławskiej Kolei Dojazdowej kursującym do Stegny i Sztutowa. Pociągi powrotne łączą Nowy Dwór Gdański i Nowy Staw ze stacją Malbork i Grudziądz.

## Połączenia do 2013
- Szymankowo
- Malbork
- Kwidzyn
- Grudziądz